# Зоран Радојичић
Зоран Радојичић (Лазаревац, 24. октобар 1963) српски је педијатар и дечји хирург, професор Медицинског факултета Универзитета у Београду, бивши градоначелник је Београда и бивши је генерални директор и хирург Универзитетске дечје клинике у Београду.

## Биографија
Рођен је 24. октобра 1963. године у Лазаревцу. Дипломирао је на Медицинском факултету Универзитета у Београду 1989. године са просечном оценом 9,14, а након тога магистрирао 1998. године са тезом Одређивање васкуларизације хипоспадиформног преуцијума и њен практични значај. Докторирао је 2006. године на истом факултету са тезом Значај скора десфукције доњег уротракта у терапији и прогнози везикоуретералног рефклукса. Усавршавао се у домовини и иностранству радом на дечјим клиникама и болницама. Налази се на функцији координатора Министарства здравља за педијатрију и дечју хирургију и генералног директора и хирурга Универзитетске дечје клинике у Београду, где је запослен од 1991. године.
Године 2016. увршћен је у Оксфордову енциклопедију успешних људи Србије, коју је објавило београдско предузеће Oxford Book Media Solutions d.o.o., које нема везе са британским Универзитетом Оксфорд . Професор је Медицинског факултета Универзитета у Београду, где предаје дечију хирургију и урологију. Радојчић обавља и функцију председника Републичке стручне комисије за здравствену заштиту деце при Министарству здравља Републике Србије.
Члан је Европског удружења за педијатријску урологију, Европског удружења дечје хирургије и Надзорног одбора Буџетског фонда за лечење обољења, стања или повреда које се не могу успешно лечити у Србији. Током своје каријере објавио је велики број радова, које је представљао на значајним светским конгресима.
Радојчић ради на програму трансплантације бубрега и увођењу програма трансплантације јетре код деце у Србији.
Зоран Радојчић био је део међународног тима који је извео прву трансплантацију материце код једнојајчаних близнакиња у свету и Србији, а она је изведена у Универзитетској дечијој клиници у Београду, 2017. године.
Ожењен је и са супругом Тијаном има синове Ивана и Огњена.
Био је кандидат Српске напредне странке за градоначелника Београда, за којег је изабран 7. јуна 2018. године на седници Скупштине града Београда. Мандат му се завршио избором Александра Шапића за градоначелника Београд 20. јуна 2022. године.

### Професионално усавршавање
- Одељење за педијатријску урологију у Болници за децу и новорођенчад у Њујорку (1997)
- Одељење за педијатријску хирургију, Дечја болница Шнејдер, Њујорк (1997)
- Уродинамички курс, Одељење за педијатријску урологију, Орхус (2003)
- Одељење за педијатријску урологију у Болници за децу и новорођенчад, Њујорк (2005)
- Одељење за педијатријску урологију, Медицински центар Весчестер, Њујорк (2009)